# Mariasz
Mariasz – tradycyjna gra w karty powstała w Europie Środkowej i dająca początek niemieckiej grze 66 oraz grze Tysiąc. Polega na zbieraniu lew i punktów za karty. Szczególnie popularna w pierwszej połowie XVIII stulecia (z tego wieku pochodzą niemieckie dokumenty w adresowanej do kobiet książce poświadczające jej istnienie). Nazwa wzięła się od zgłaszanych w trakcie gry mariaszy – król z wyżnikiem (król z damą) jednego koloru. Gra doczekała się licznych wzmianek w literaturze polskiej, m.in. na kartach Pana Tadeusza Adama Mickiewicza:

Śmiech powstał w obu izbach. Sędzia z Bernardynem
Grał w mariasza i właśnie z wyświeconym winem
Miał coś ważnego zadać; już Ksiądz ledwie dyszał,
Kiedy Sędzia początek powieści usłyszał
I tak nią był zajęty, że z zadartą głową

I z kartą podniesioną, do bicia gotową,
Siedział cicho i tylko Bernardyna trwożył,
Aż gdy skończono powieść, pamfila położył,
Księga II – Zamek

## Zasady gry
- Starszeństwo kart jest następujące (od najstarszej):

as, 10, król, dama, walet, 9, 8, 7, 6.
- W kartach jest 138 pkt.:
  - tuz (as) – 11 pkt.
  - kralka (dziesiątka) – 10 pkt.
  - król – 4 pkt.
  - wyżnik (dama) – 3 pkt.
  - niżnik (walet) – 2 pkt.
  - dziewiątka, ósemka, siódemka, szóstka – 0 pkt.
  - pamfil – 11 pkt.
  - ostatnia lewa – 10 pkt.
- Jedną z najcenniejszych kart w grze jest pamfil, czyli dama atutowa.
- Ponadto liczy się:
  - za zgłoszony mariasz (król i dama w tym samym kolorze) – 20 pkt.
  - za mariasz kozerny – 40 pkt.
- Gra się pełną talią kart polskich (36 sztuk) w dwie osoby. Każda otrzymuje po sześć kart. Trzynastą kartę wyświęca się i ta stanowi kozerę, czyli kolor najstarszy (atut), bijący inne – wkłada się ją odkrytą pod spód talonu. Przeciwnik rozdającego wychodzi pierwszy. Ten, kto bierze lewę, pierwszy dobiera kartę z pozostałego stosu. Dopóki talon na stole się nie wyczerpie, nie ma obowiązku dokładania do koloru ani przebijania. Partię wygrywa ten, kto pierwszy (z mariaszami lub bez) osiągnie liczbę 131: za pierwszym rozdaniem – wówczas wygrana nazywa się dubla lub sucha albo w dogrywce – sympla lub mokra. Podczas dogrywki gracze zabierając lewę, liczą w myśli brakujące punkty do 131, kiedy jeden z nich to osiągnie – kładzie areszt, czyli kończy grę.

## Punktacja końcowa
Za dublę płaci się podwójną stawkę, za symplę – pojedynczą. Taką też płaci się za każdy zgłoszony mariasz podczas gry, w przypadku kozernego – dubeltowo. W przypadku zgłoszenia czterech mariaszy otrzymuje się swatowe, czyli pięciokrotną stawkę. Obecnie grywa się również na punkty i gracz otrzymuje:
- za mariasz – jeden pkt
- za mariasz kozerny – dwa pkt.
- swatowe – pięć pkt.
- za dublę – dwa pkt.
- za symplę – jeden pkt.

## Warianty gry
- Mariasz szlifowany – zasady te same, gra się jedynie tzw. małą talią kart (24 szt.).
- Kiks – mariasz czteroosobowy, gra się w parach, rozdaje się wszystkie karty, a ostatnia, należąca do rozdającego, wyświęca kozerę. Tutaj od razu jest obowiązek wychodzenia w kolor i przebijania atutem.
- Mariasz ślepy – kolor atutowy losuje się przed rozdaniem. Pozostałe zasady bez zmian niezależnie od wariantu gry.